# Sollicitudo omnium ecclesiarum (Paul VI.)
Papst Paul VI. regulierte in seinem Päpstlichen Schreiben Sollicitudo omnium ecclesiarum, das er am 24. Juni 1969 in der Form einer Motu Proprio veröffentlichte, die Aufgaben und den Dienst der päpstlichen Legaten. Der Anlass zu dieser Neuregelung beruhte auf der dogmatischen Konstitution Lumen gentium über die Kirche des Zweiten Vatikanischen Konzils, welche am 21. November 1964 von Paul VI. promulgiert wurde.
Mit diesem päpstlichen Schreiben werden viele Detailaufgaben und die besondere Stellung des päpstlichen Legaten hervorgehoben, weitere Regelungen sind:
- Die Legaten werden in eine diplomatische Funktion eingebunden und gehören somit dem Diplomatischen Corps an.

- Es wird bestimmt, dass auch andere Geistliche und Laien in einer päpstlichen Mission bei internationalen Organisationen eingesetzt werden können. Dieser Personenkreis darf auch als Interimsgesandter auftreten, soweit auf Grund von Personalmangel keine anderen Personen verfügbar sind.

- Es werden die Amtszeit, die Berufung und die Beendigung eines Legaten festgelegt. Das Höchstalter für päpstliche Gesandte wird auf 75 Jahre festgelegt.

- Es wird die besondere Verbindung zum Heiligen Stuhl unterstrichen. Es werden die Pflichten und Rechte beschrieben und festgelegt, dass der Gesandte jederzeit zur Berichterstattung verpflichtet sei und alle Akten, Urkunden, Auskünfte und Briefwechsel zu archivieren habe.

- Die Anwesenheit des päpstlichen Gesandten bei  Bischofsweihen und nationalen  Bischofskonferenzen, hiernach erhält der Nuntius von den nationalen Bischofskonferenzen eine offizielle Einladung, ihm ist die Tagesordnung mitzuteilen und ihm ist ein Protokoll zu übermitteln.

- Bei der Ernennung von  Bischöfen ist der Apostolische Nuntius in die Beratungen eingebunden.

- Die Zusammenarbeit bei der Ausarbeitung eines  Kirchenstaatsvertrags mit der Regierung und dem Heiligen Stuhl

- Mitarbeit in regionalen und internationalen Programmen und Gremien, Ratgeber für den Heiligen Stuhl

- Die Regelung der  Jurisdiktion und der Finanzen wird festgelegt.